# Gerlof Bontekoe
Gerlof Auke Bontekoe (Hardegarijp, 21 februari 1900 - Oosterwolde, 22 september 1988) was een Nederlands burgemeester en heraldicus.

## Leven en werk
Bontekoe studeerde rechten in Leiden. Hij was vervolgens werkzaam op de gemeentesecretarie in Wymbritseradeel en Sneek. In 1927 werd hij burgemeester van Sleen en in 1938 in Ooststellingwerf. Na bevrijding in 1945 werd Bontekoe gestaakt  waarop H. Vondeling benoemd werd tot waarnemend burgemeester van Ooststellingwerf. In 1947 keerde hij terug in zijn oude functie die hij vervulde tot zijn pensioen in 1965.
Bontekoe was betrokken bij de totstandkoming van een gedenksteen ter herinnering aan in de Tweede Wereldoorlog omgekomen Franse parachutisten en kreeg daarvoor van Frankrijk een zilveren eremedaille (1958). Hij was ook Officier in de Orde van Oranje-Nassau (1965). In 1966 ontving hij de Culturele prijs van Drenthe. Bontekoe en zijn vrouw overleden slechts een uur na elkaar. Zij werden begraven in Langedijke, het kerkhof met de oudste klokkenstoel van West-Europa. Zijn opvolger, Tieme Oosterwijk, is naast hem begraven. 

## Ontwerp gemeentewapens

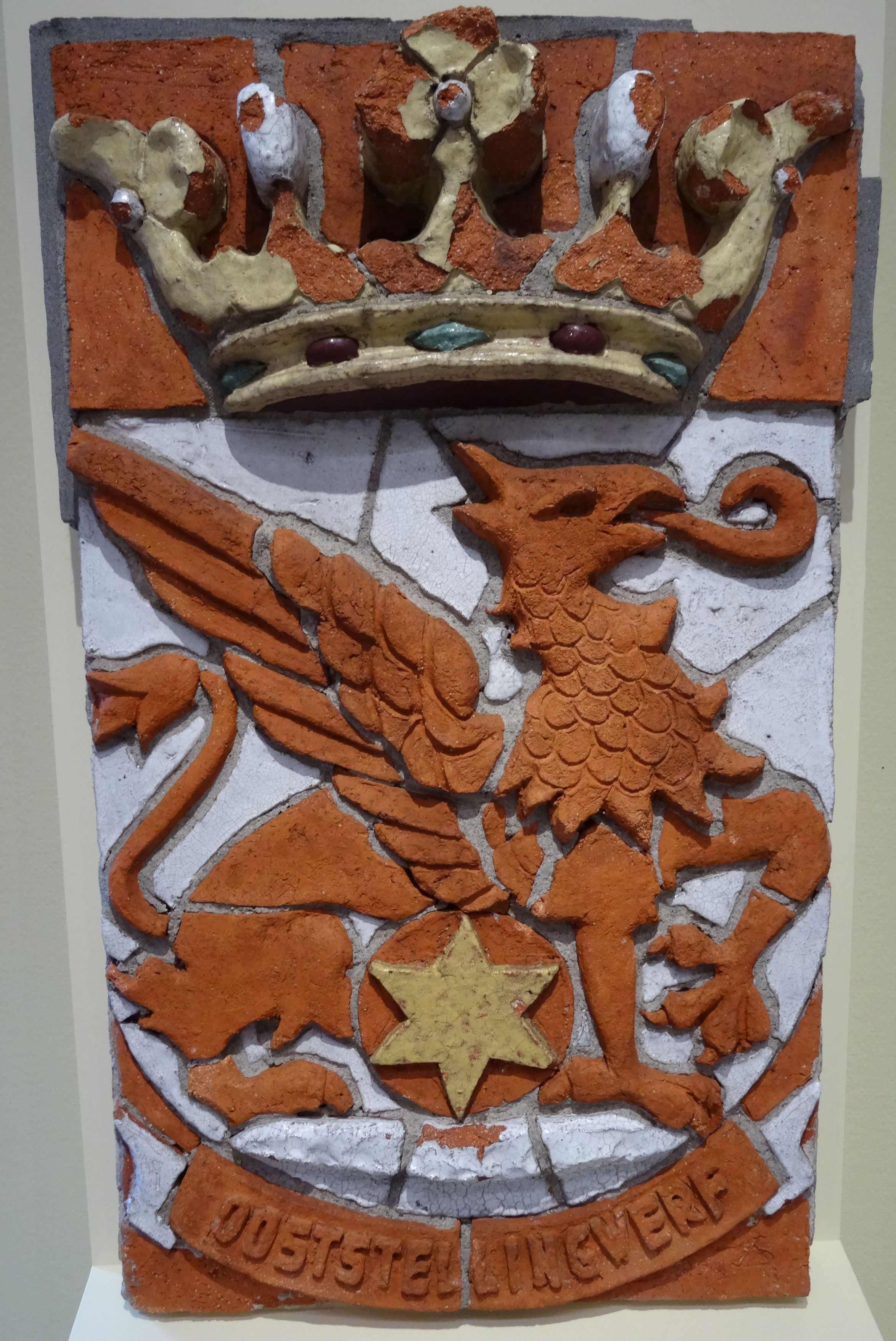
Op initiatief van Bontekoe maakte Anno Smith voor alle gemeentelijke gebouwen in Ooststellingwerf een keramisch reliëf met het gemeentewapen (1973).

Toen Bontekoe aantrad als burgemeester in Sleen, had Sleen nog geen gemeentewapen, daarom ontwierp Bontekoe er een. Vervolgens ontwierp hij ook wapens voor 25 andere Drentse gemeentes en de vlag van Drenthe. In 1979 werd hij in het provinciehuis in Assen gehuldigd, omdat hij zijn 150e overheidswapen (dat van de gemeente Buren) had ontworpen. Ter gelegenheid daarvan werd ter ere van hem een historiepenning geslagen.
Bontekoe heeft onder andere de wapens ontworpen voor Anloo, Almere, Beilen, Borger, Coevorden, Dalen, Diever, Drenthe, Dronten, Eelde, Emmen, Gasselte, Hensbroek, Lelystad, Nijeveen, Noordoostpolder, Norg, Odoorn, Oosterhesselen, Ruinen, Ruinerwold, Schoonebeek, Sleen, Smilde, Steenwijk, Stein, Veendam, Vledder, Vries, Westerbork, De Wijk, Zuidlaren, Zuidwolde en Zweeloo.
- International Standard Name Identifier: 0000 0000 5420 4501
- Library of Congress Control Number: no2008081492
- Nederlandse Thesaurus van Auteursnamen: 070784337
- Virtual International Authority File: 19491440
- WorldCat: E39PBJfCrWYHk63BBXcvh6kqwC